# مسجد جامع دهلی

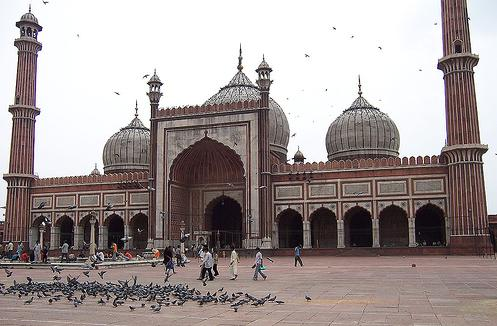
مسجد جهان‌نما

مسجد جامع دهلی یا جامع مسجد یا مسجد جهان‌نما، از مهمترین مساجد هندوستان و بزرگترین و زیباترین مساجد عالم اسلام تا اواخر قرون بیستم بوده‌است.ابن بطوطه در سفرنامه خود این مسجد را به عنوان بزرگترین مسجد جهان توصیف و از نوادر روزگار دانسته است. حیاط بیرونی مسجد از ماسه سنگ قرمز و دیوارها از سنگ قرمز و مرمر سیاه و سفید ساخته شده و دارای دو منار و سه گنبد مرمرین اصلی و چند گنبد و مناره کوچکتر می‌باشد..
ینا بر نوشته کتاب نقش پارسی بر احجار هند مسجد جامع دهلی بین سال‌های ۱۶۵۰ تا ۱۶۵۶ میلادی/ ۱۰۶۰ تا ۱۰۶۶ هجری قمری به دستور شاه جهان پنجمین امپراتور گورکانی هند و سازنده تاج محل ساخته شده و روز عید فطر 1066 ق مورد بهره‌برداری قرار گرفته‌است است. این مسجد روبروی قلعه سرخ، در قسمت دهلی قدیم قرار دارد و یکی از مراکز مهم مسلمانان در هند به‌شمار می‌رود.
شاه‌جهان افزون بر بناهای مهمی چون تاج محل و قلعه سرخ دهلی، چندین مسجد مهم دیگری را در آگرا، اجمر و لاهور ساخته‌است. طرح طبقات مسجد جامع بسیار به موتی مسجد یا مسجد مروارید در آگرا شباهت دارد، اما مسجد جامع بزرگتر از آن بوده و دارای دو طبقه است. قسمت اعظم این مسجد به علت وسعت زیربنایی که شاه‌جهان برای آن برگزید بعدها به آن اضافه شد.
امروزه از پله‌های خارجی مسجد برای جایگیری دکه‌های غذایی و فروشگاه‌ها هنرمندان خیابانی مورد استفاده قرار می‌گیرد. عصر هنگام در شرقی مسجد به بازار فروش مرغ و ماکیان تبدیل می‌شود. پیش از جنگ ۱۸۵۷ استقلال هندوستان نزدیک در جنوبی مسجد یک مدرسه اسلامی قرار داشت که طی جنگ استقلال هندوستان کاملاً تخریب شد. بازار بزرگ چندی چوک به معنای میدان نقره در قسمت شمالی این مجسد قرار داشت که توسط جهان آرا بیگم دختر شاه جهان ساخته شد و یادآور هنر و تمدن عصر گورکانیان هند است.

## مشخصات
مسجد جامع دهلی دارای دو محراب باشکوه و حیاط وسیعی است که تحسین هر بیننده‌ای را برمی‌انگیزد. مسجد رو به سمت غرب دارد و هر سه طرف آن با ایوانهای طاقدار قوسی شکل پوشانده شده که درگاه برج مانند آن رو به مرکز مسجد قرار دارد. این مسجد حدود ۸۰ متر طول و ۲۷ متر عرض دارد و سقف آن با سه گنبد پوشانده شده‌است. هر کدام از گنبدهای این مسجد با مرمرهای سیاه و سفید کار شده اما گنبد بالایی آن با طلا پوشانده شده‌است. برای ساخت این مسجد ۵۰۰۰ کارگر به مدت بیش از ۶ سال کار کرده‌اند.
دو مناره این مسجد دارای ۴۰ متر ارتفاع هستند که ۱۳۰ پله دارند و با مرمر سفید و سنگ ماسه قرمز فرش شده‌اند. در محوطه پشتی این مسجد نیز چهار مناره کوچک که به مناره‌های جلویی شباهت دارد قرار گرفته‌است.
محوطه خارجی این مسجد می‌تواند بیش از ۲۵ هزار نمازگزار را در خود جای دهد  این محوطه از طرف شرق، شمال و جنوب به سه ردیف پلکان منتهی می‌شود که همگی با ماسه سنگ‌های قرمز ساخته شده‌اند. در شمالی مسجد ۳۹ پله، در جنوبی ۳۳ پله و در شرقی که محل ورود خانواده سلطنتی بوده ۳۵ پله دارد.
غیر از این سالن نیز، شبستان اقامه نماز دیگری در مسجد قرار دارد که حدود ۶۱ در ۲۷ متر مربع است و هفت ورودی قوس دار دارد. 
زیر گنبدهای مسجد سالنی قرار گرفته که ۱۰ ورودی قوس‌دار آن رو به سمت غرب است و دیوارهای مسجد تا ارتفاع کمر با مرمر پوشانده شده‌اند. 
کف مسجد با مرمر سیاه و سفید فرش شده و قسمتی که قرار است سجاده هر نمازگزار باشد با سنگ‌های مرمر مشخص شده‌است. این سجاده‌های مرمرین از نظر اندازه ۴۴/۹۱ سانتی‌متر در ۵۰ سانتی‌متر بوده و در در مجموع گویی ۸۹۹ سجاده سیاه مرمرین در کف مسجد جایگذاری شده‌است.
ازجمله اشیاء باستانی که در این مسجد نگهداری می‌شود، قرآنی قدیمی است که روی پوست آهو نوشته شده‌است.

## سنگ نوشته فارسی
در مسجد جامع دهلی مانند سایر مسجدهای شبه قاره سنگ نوشته‌های فارسی وجود دارد 10 کتبیه فارسی بالای ایوان‌های ورودی مسجد جامع دهلی این سنگ نوشته ها، به زبان فارسی فصیح به خطّ نسخ نوشته شده و شامل ده خانه مربع مستطیل است. زبان نگارش فارسی دوره صفوی است که جملات با آیات قرانی در هم آمیخته است. و هر خانه 4 سطر است. 
در بالای ورودی‌های قوسی شکل کتیبه‌هایی از مرمر سفید قرار داد که ۲/۱ متر طول و ۷۶ سانتی‌متر عرض دارد که روی آن با مرمر سیاه حکاکی شده‌است. روی این کتیبه‌ها تاریخ ساخت مسجد حک و از فضائل و سلطنت شاه‌جهان نقل شده‌است. این کتیبه‌ها به زبان فارسی و خط ثلث نورالله احمد است که در سال ۱۰۶۰ ه‍.ق به روش معرق سنگ اجرا شده‌است. سبک نگارش آن‌ها همانند سنگ نوشته‌های تاج محل است.

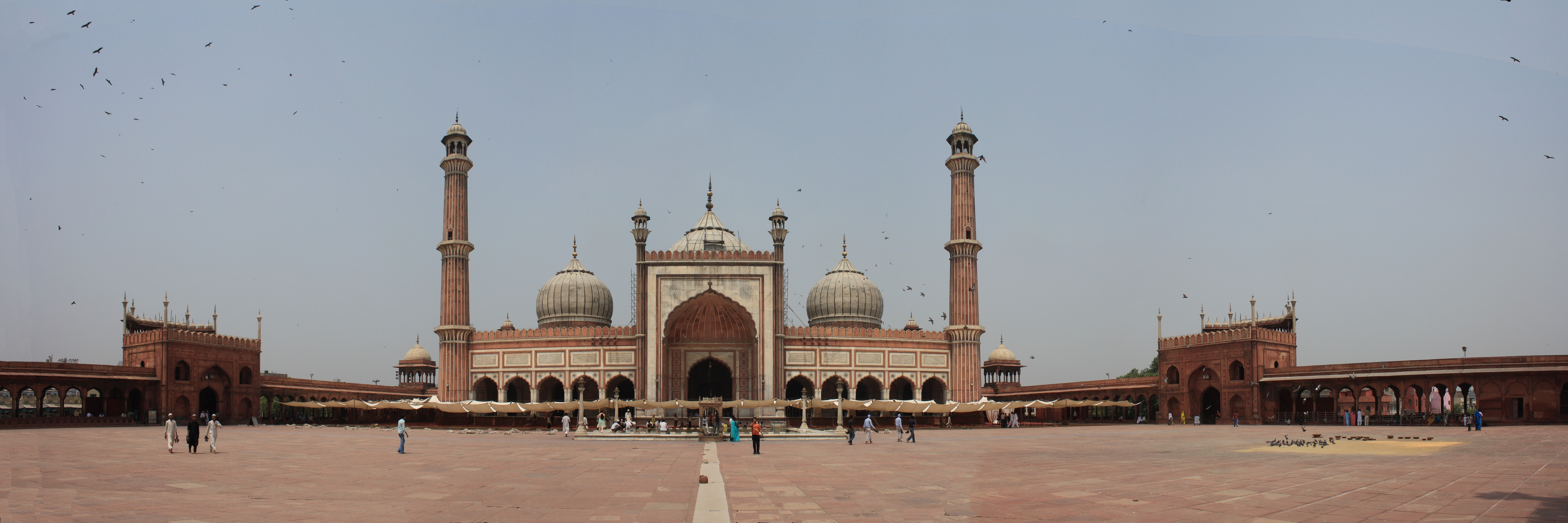
نمای سراسرنما از مسجد جامع دهلی یا مسجد جهان‌نما از بزرگترین مساجد جهان اسلام

..

## تصاویر

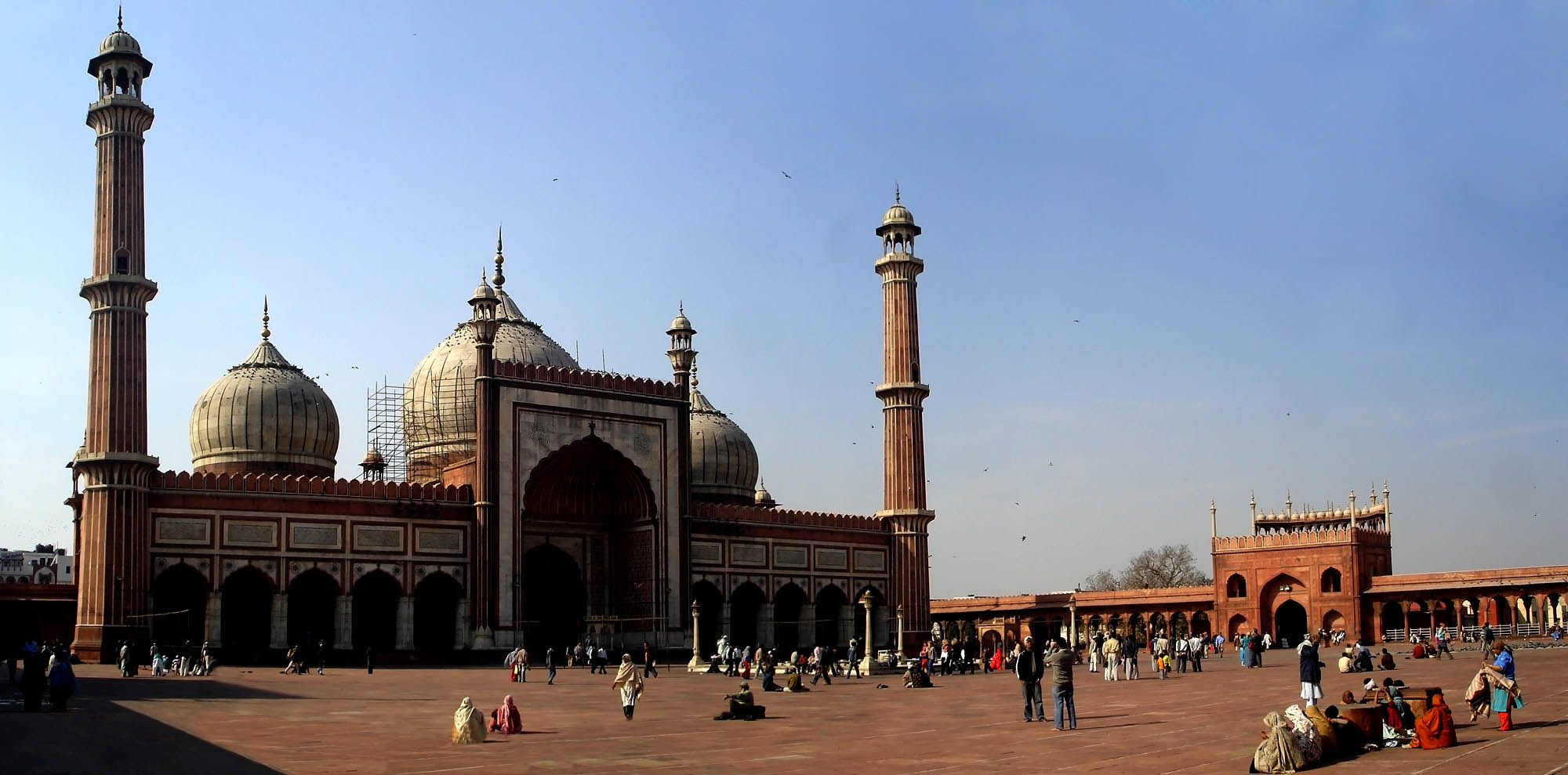
مسجد جامع دهلی یا مسجد جهان‌نما
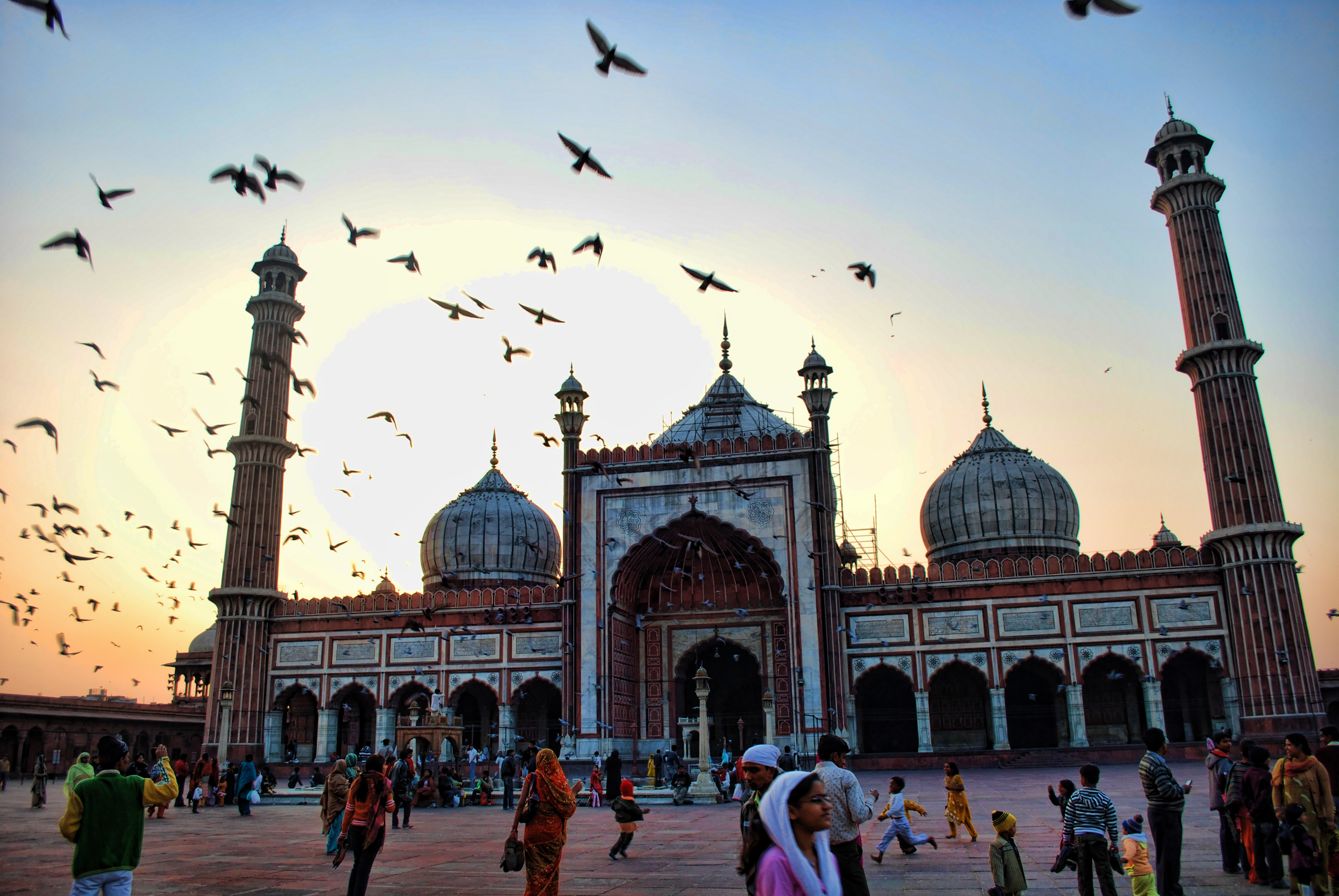
مسجد جامع دهلی
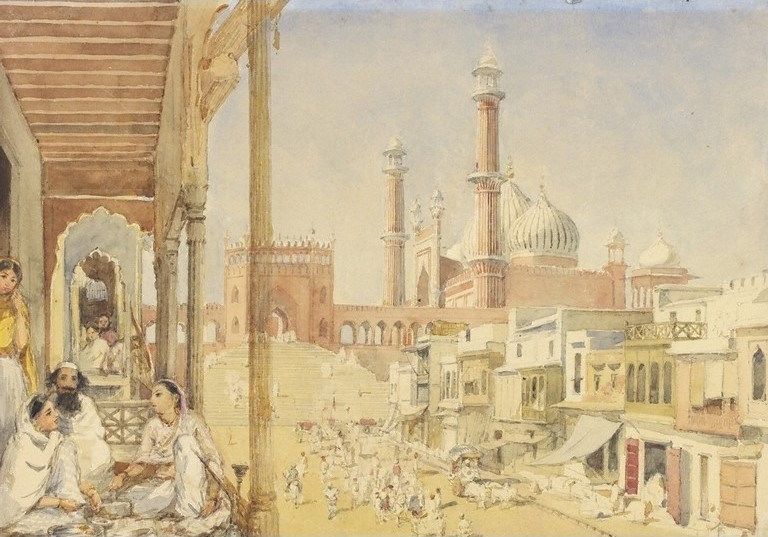
نقاشی آبرنگ، ۱۸۵۲ م
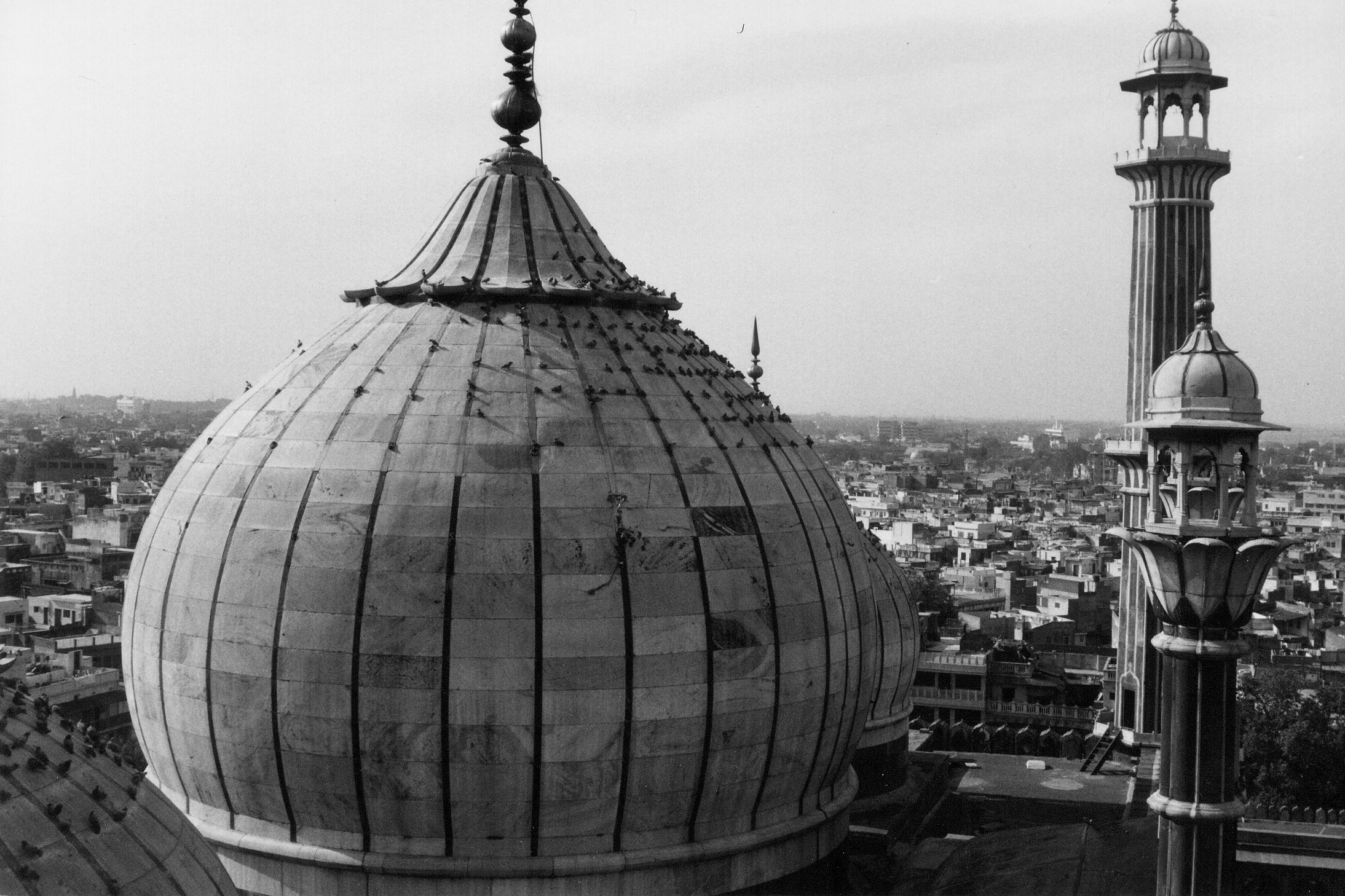
گنبد مسجد جامع دهلی
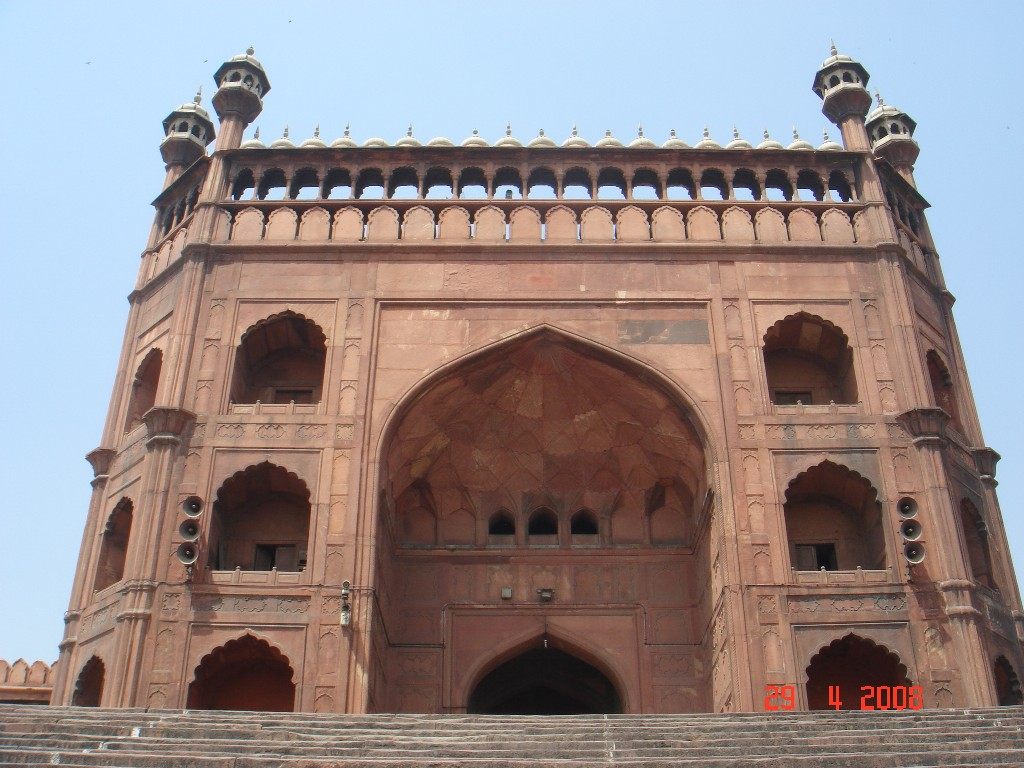
ورودی اصلی مسجد جامع دهلی
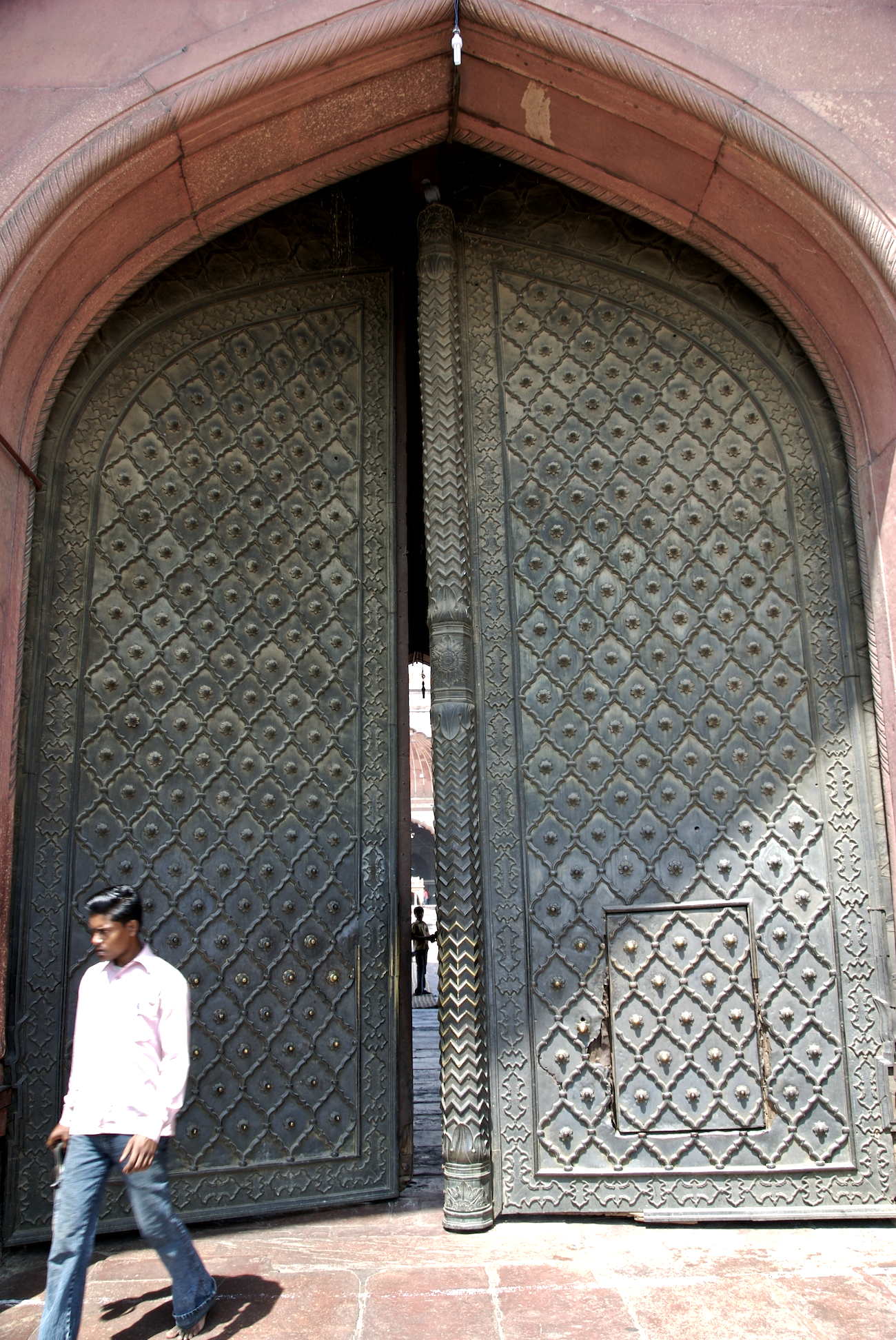
در فلزی ورودی اصلی مسجد جامع دهلی
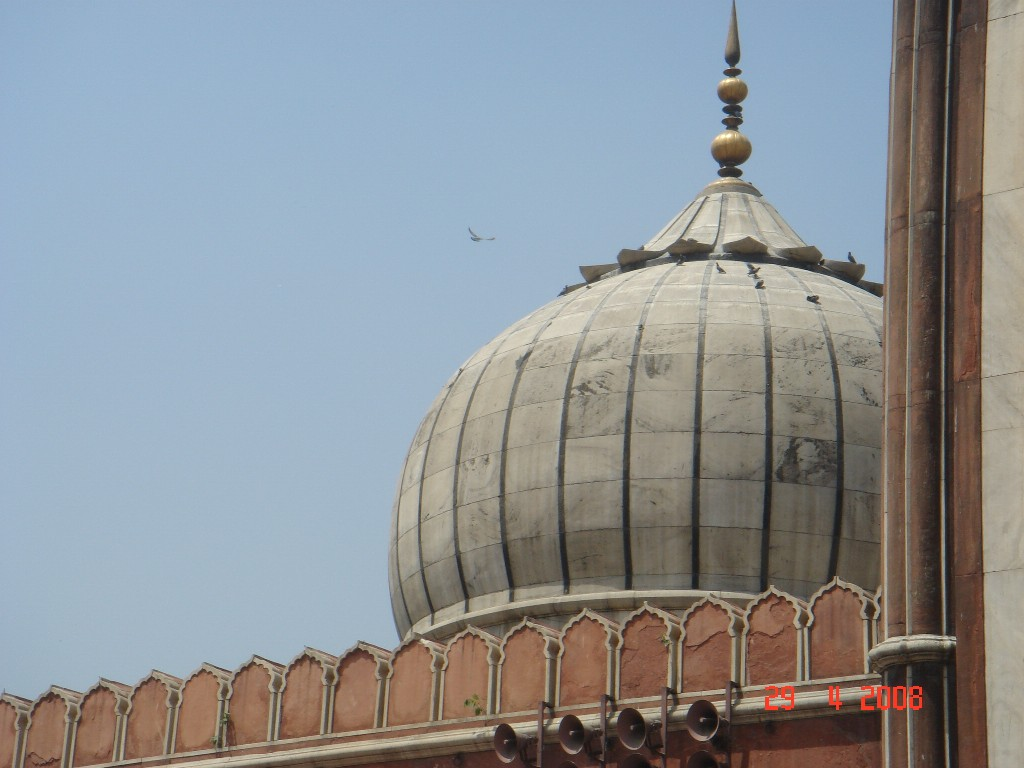
گنبد مرکزی مسجد جامع دهلی
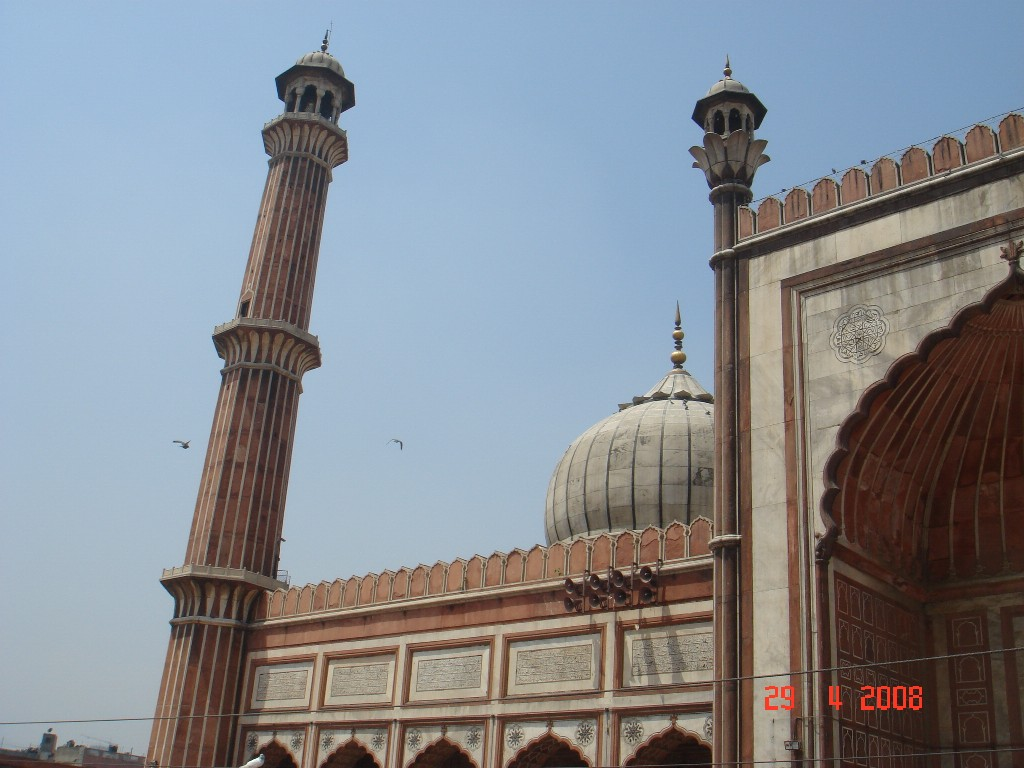
جزئیات مناره مسجد جامع دهلی
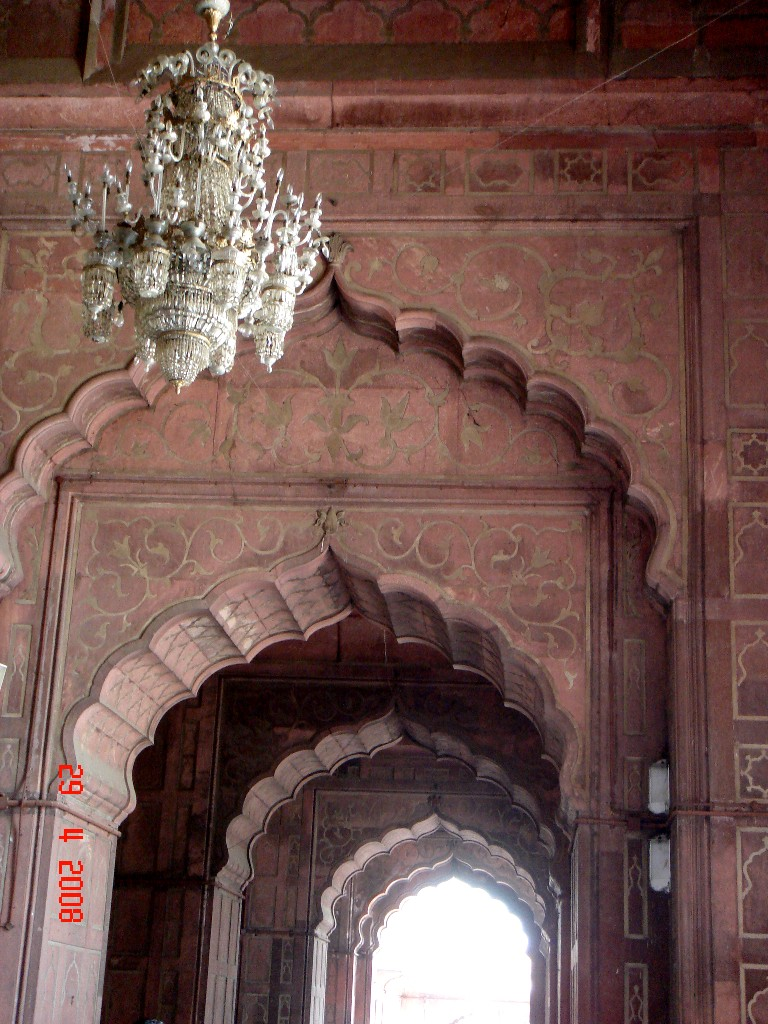
بخشی از نمای داخلی مسجد جامع دهلی
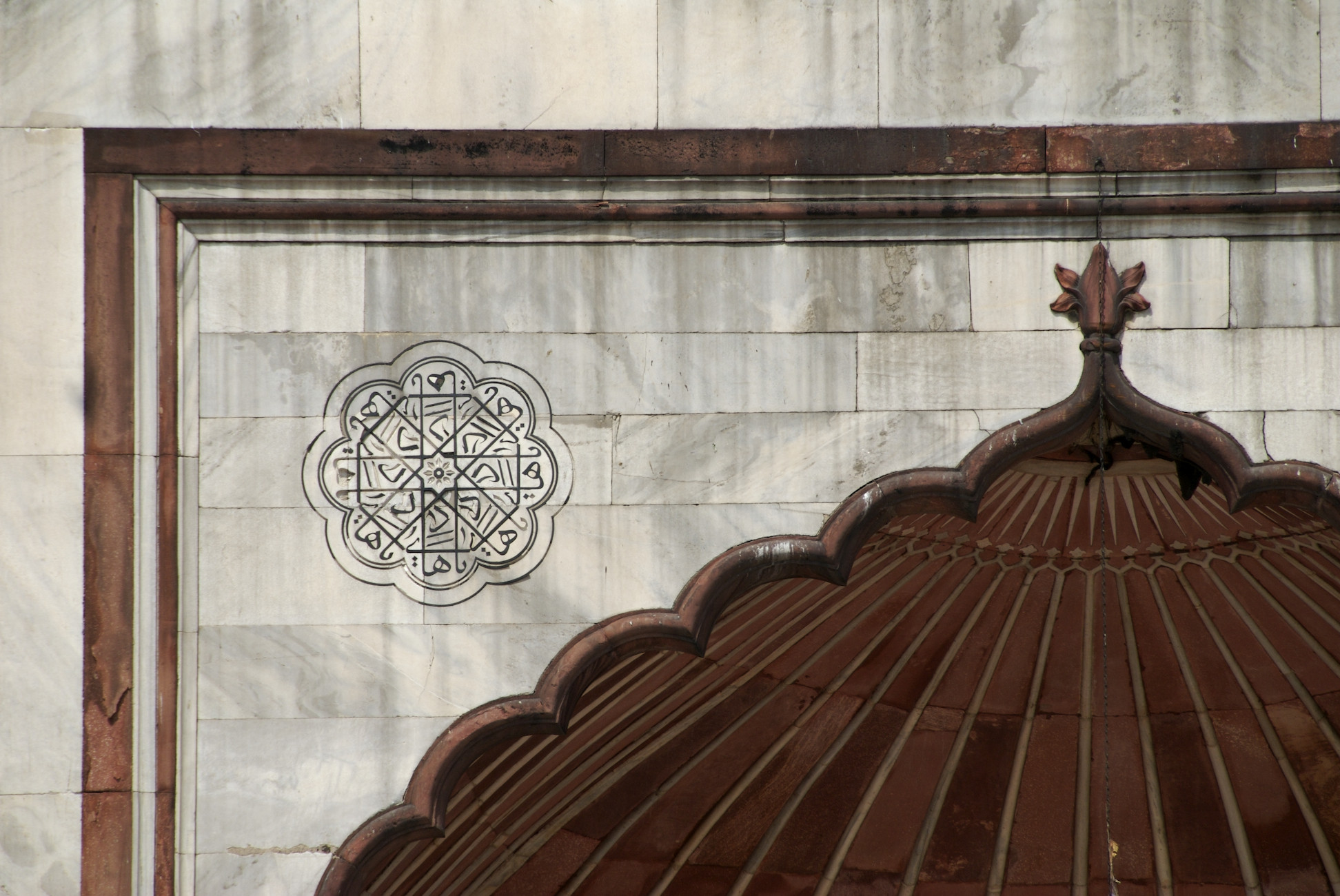
جزئیات ورودی مسجد جامع دهلی
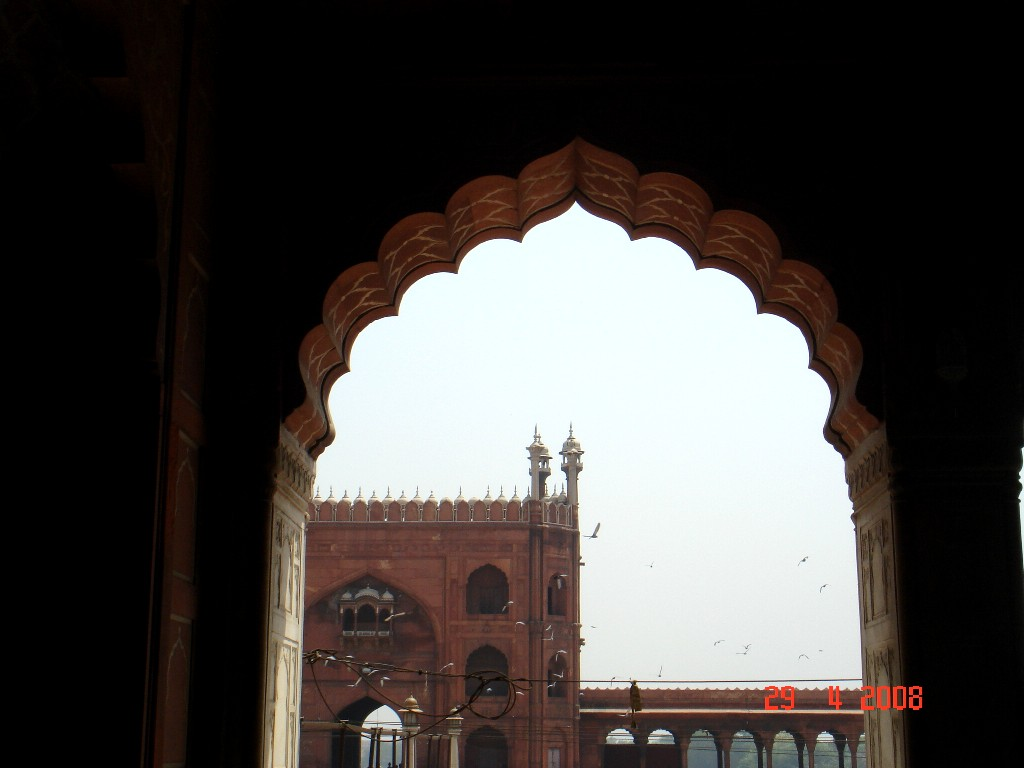
ورودی اصلی از سمت داخل مسجد جامع دهلی
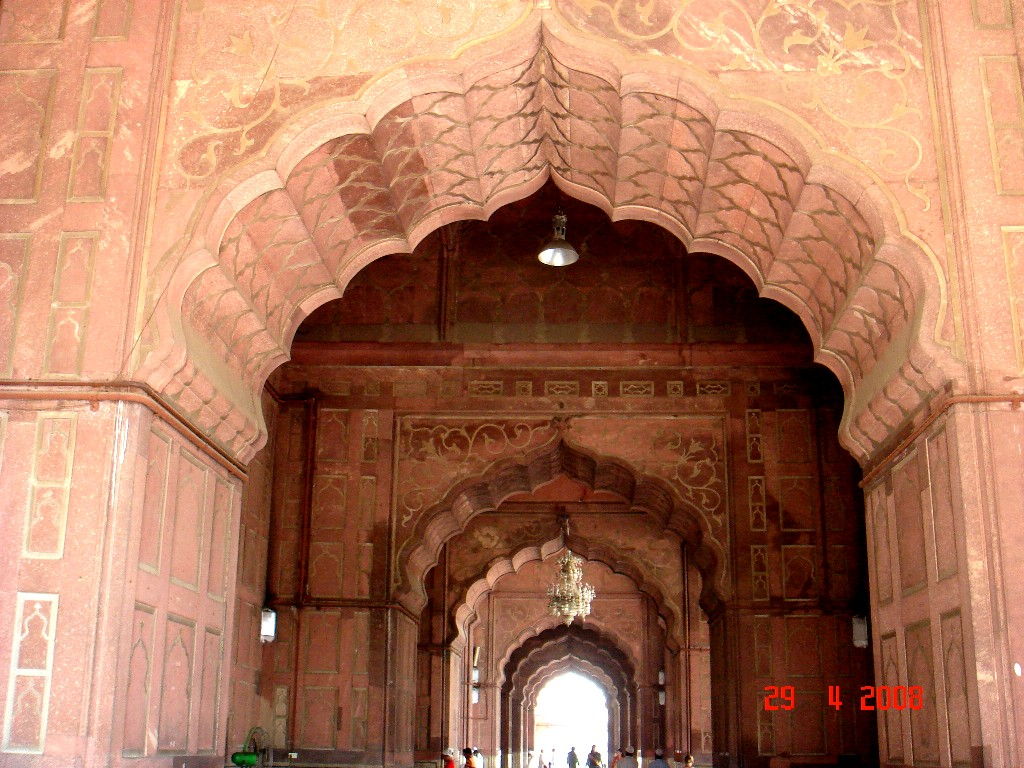
شبستان‌های مسجد جامع دهلی
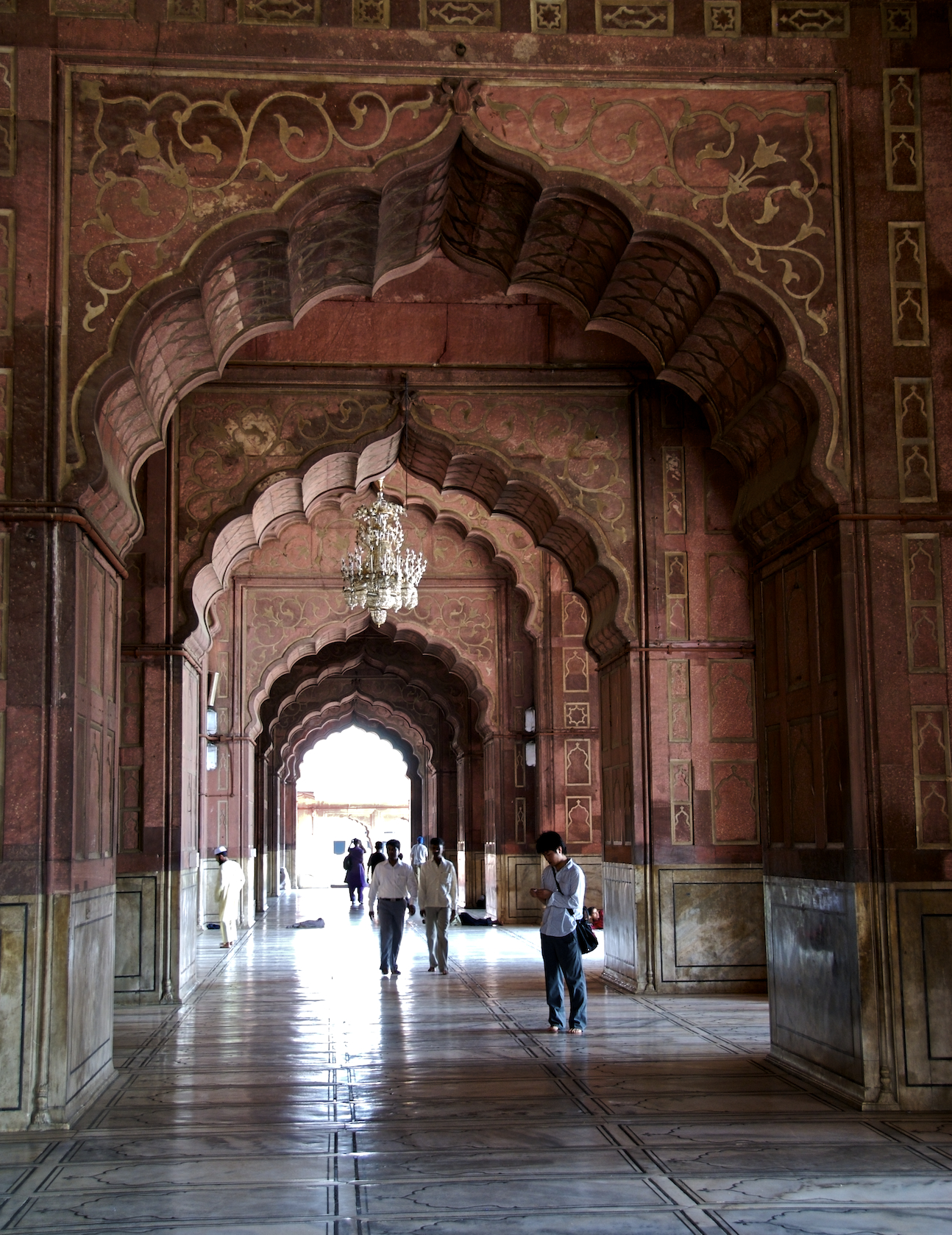
داخل شبستان‌های مسجد جامع دهلی
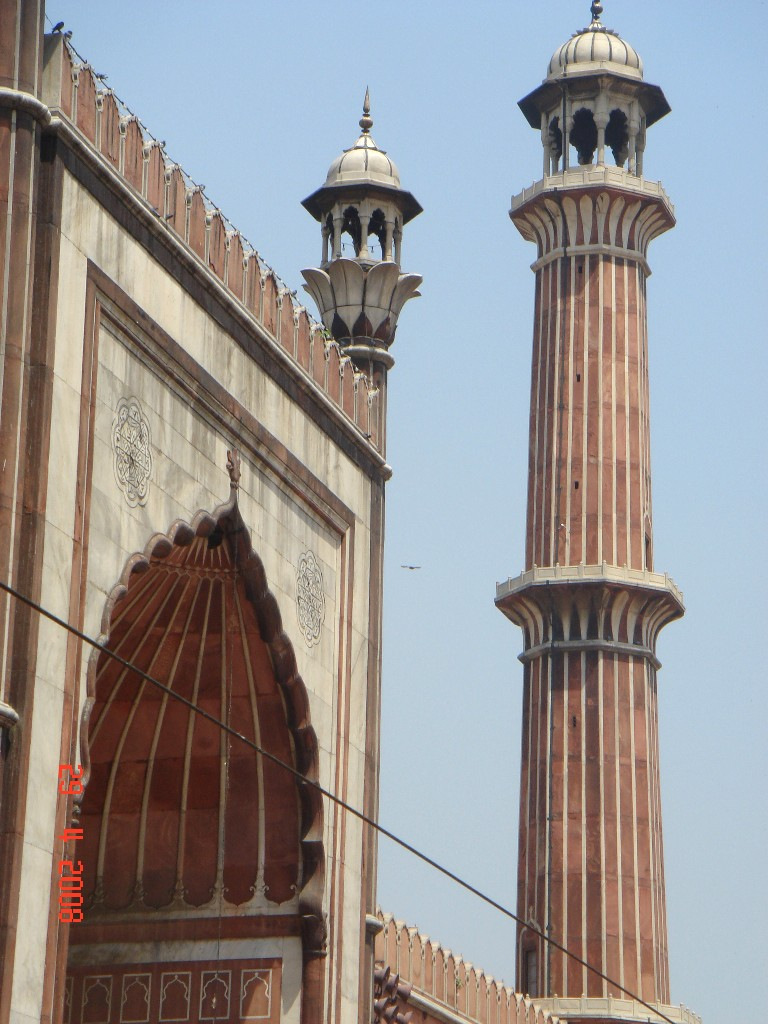
ورودی اصلی شبستان مسجد جامع دهلی
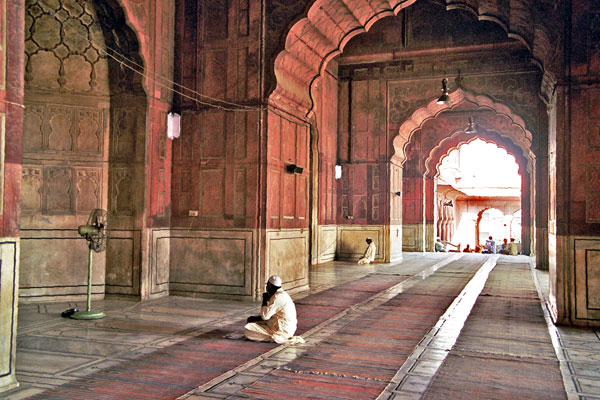
شبستان‌های مسجد جامع دهلی
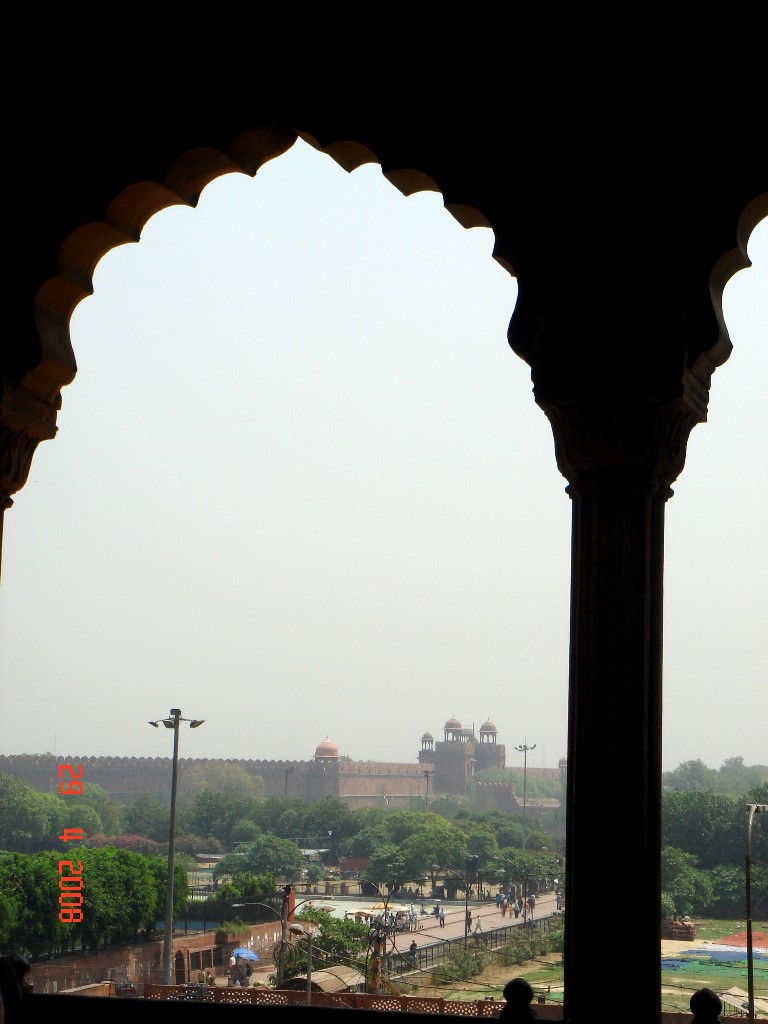
منظر قلعه سرخ از داخل مسجد جامع دهلی
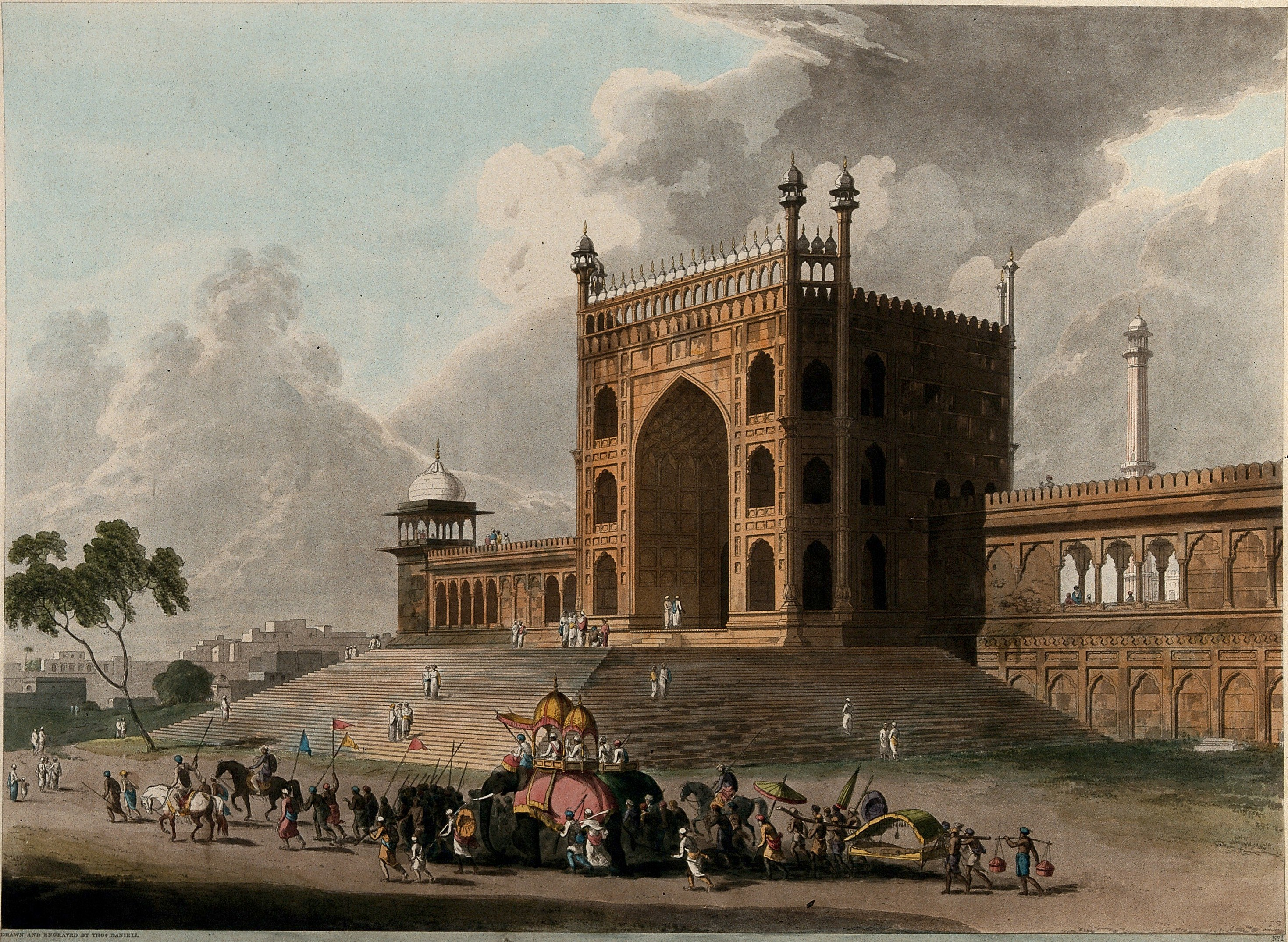
نمای غربی مسجد در سال ۱۷۹۵ میلادی